# パークナム事件
パークナム事件（the Paknam incident）は、1893年7月13日にフランスがタイ（シャム）属領のルアンパバーン王国・チャンパーサック王国・シエンクワーン王国とタイ領の旧ヴィエンチャン王国（以下、ラオス地域）の領有を迫った事件。当時日本では仏暹事件とよんだ。また、欧米諸国ではシャム危機（the Siam crisis）とよんだ。

## 事件の背景
19世紀後半、英仏間の雲南問題が清仏戦争によって解決したが、フランスは新たに雲南より南に位置するインドシナへの進出を画策した。イギリスも同時期にビルマ側からタイ北部のシャン地方へ進出を試みていたため、イギリスに遅れを取らぬように、フランスもベトナム領から当時のタイ領ラオス地域への進出を急いだ。1886年5月7日にフランスは鉱山業・林業における優先権を確立するためルアンパバーンに領事館を設置、宗主国タイとの間でルアンパバーン条約を締結した。
1887年、西双版納（シップソーンパンナー）においてパンゼーの乱の残党のチン・ホー族による反乱が起きたため、フランスはルアンパバーン王国領内に兵を進め、1888年にはシップソーンチュタイ（現ライチャウ省。中心地はディエンビエンフー）を掌握していた。これ以後、橋頭堡を築いたフランスは「ルアンパバーン王国の宗主権はベトナムにあり、ベトナム領を有する仏領インドシナがルアンパバーンの宗主権を持っている」という立場を主張してタイ軍駆逐を図り始めた。
1892年、オーギュスト・パヴィが仏ルアンパバーン領事に任命されると、以前からタイ政府が提案していた交渉による国境画定案を拒否するとともに、タイ軍にルアンパバーン王国領から撤退するよう求めた。これを受けて、タイ政府側のラオス中部のカムムアン県知事・プラ・ヨートムアンクワーンとフランス軍とが衝突した結果、フランス人将校が戦死し、インドシナに軍事的緊張が走った。フランスは、プラ・ヨートムアンクワーンを捕らえ、国境画定交渉を拒否していたにもかかわらず「平和交渉時に将校を殺した」という有罪判決を出して投獄した。フランス国内では「タイは国際常識を無視した」というプロパガンダが広がり、タイへ武力行使を行うという世論が高まった。衝突を機により大きなパークナム事件が勃発することになる。

## 事件
1893年7月13日夕方18時15分、フランス海軍は2隻の軍艦、通報艦「インコンスタン（Inconstant）」と砲艦「コメート（Comete）」でチャオプラヤー川のワット・アルンとワット・カラヤナミトルの間にある運河河口から上流へ進入しようとした。天候は雲の厚い雨天であった。フランス海軍はこのときタイの官警から警告を受けたが無視して侵入を開始した。
18時30分、雨がやんだ。この時、灯台をフランス軍艦が通り過ぎる姿をタイ兵が確認している。数分後、フランス軍艦は要塞の射程圏に入り戦闘が開始された。タイ軍はオランダ人司令官が指揮するパークナムに最近作られた Chulachomklao 要塞と、デンマーク人副提督Phraya Chonlayutthayothin（デンマーク語: Andreas du Plessis de Richelieu）が率いるタイ海軍の軍艦で応戦した。要塞には旧式の6インチ砲が備えられていた。また16個の機雷を敷設していた。タイ軍は指揮系統が西洋化されていたものの、近代的軍備のフランス海軍の軍艦には歯が立たなかった。10時頃までに軍艦2隻がフランス大使館へ着くと、フランスはタイ政府に「メコン川東岸のフランスへの割譲」を求めた。

## 事件の処理
これは国家存続を揺るがす大きな問題とタイ政府は認識した。当時のタイの君主であったラーマ5世（チュラーロンコーン）は割譲を拒み、賠償金で済ませようとして、フランスとインドシナ問題において対立関係にあったイギリスから賠償金を借りようと試みたが失敗。結局、メコン川東岸全域をフランスへ割譲する事になった。ラーマ5世はこれを「死刑を待つ死刑囚の様な悲しみ」と表現し寝込んでしまった。一方、バンコク都民はこの異常事態において混乱を極め、フランス軍の発砲を恐れて逃げ回った。

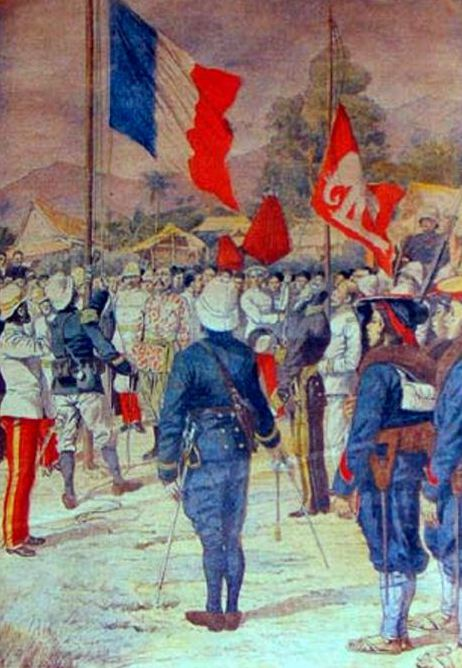
1904年条約の調印後トラートを占領するフランス軍

1893年10月、フランスは平和条約の締結を迫った。この条約においては、
- メコン川東岸のラオス各王国の宗主権の完全放棄
- メコン川の中州すべての割譲
- メコン川西岸25キロ地域の中立地帯化(武装解除)
- カンボジアのバッタンバン州、シェムリアップ州での武装解除
- フランス領からタイへの輸入時における関税自主権の放棄
- 保護民を含むフランス人の自由貿易を容認し、タイの司法権の管轄外とすること

を認めさせた。一方でフランスはチャンタブリー県、トラート県の港の占領を行っている。またフランス大使館はこの後、仏領インドシナのベトナム人、ラオス人、カンボジア人のみでなく、タイ国民（特に華僑）にまでワイロで保護民の地位を与えたために、タイの治安は大きく乱れることになった。
これに頭を痛めたタイ政府は1904年に新たな条約を結んだ。内容は以下の通りである。
- タイがサイニャブーリー県およびチャンパーサック県を割譲する代わりにチャンタブリー県からフランス海軍を撤退させること。
- 保護民の登録を制限すること。

これにより目下の問題は解決し、1905年1月22日にフランス海軍はチャンタブリー県から撤退したが、トラート県に移動するのみに留まった。

## 影響
この事件の後敏感に反応したのは、インドシナ進出を狙っていたイギリスであった。フランスが破竹の勢いでタイに迫り、イギリスの領域を侵しかねない状況であったからである。1896年1月15日、イギリス・フランス両国はメーコーン上流域に関する英仏宣言を発表した。この宣言では、タイはイギリス・フランス両国の緩衝地帯として残すことが定められた。また、アンコール県（英: the province of Angkor）がフランス保護領カンボジアへ割譲された。6月10日、イギリスはチャオプラヤー川東岸を、フランスはチャオプラヤー川の西岸を勢力の限界と定めた。1904年には英仏協商が成立。
一方、床に臥したラーマ5世は、賠償金を貸してくれなかったイギリス・武力行使を行ったフランスに不信感を募らせ、今までのような両国との関係を重視していた外交政策を転換し、ロシア、ドイツ、日本などとの外交に重点を置いて外交多角化を図った。